# 스무디킹

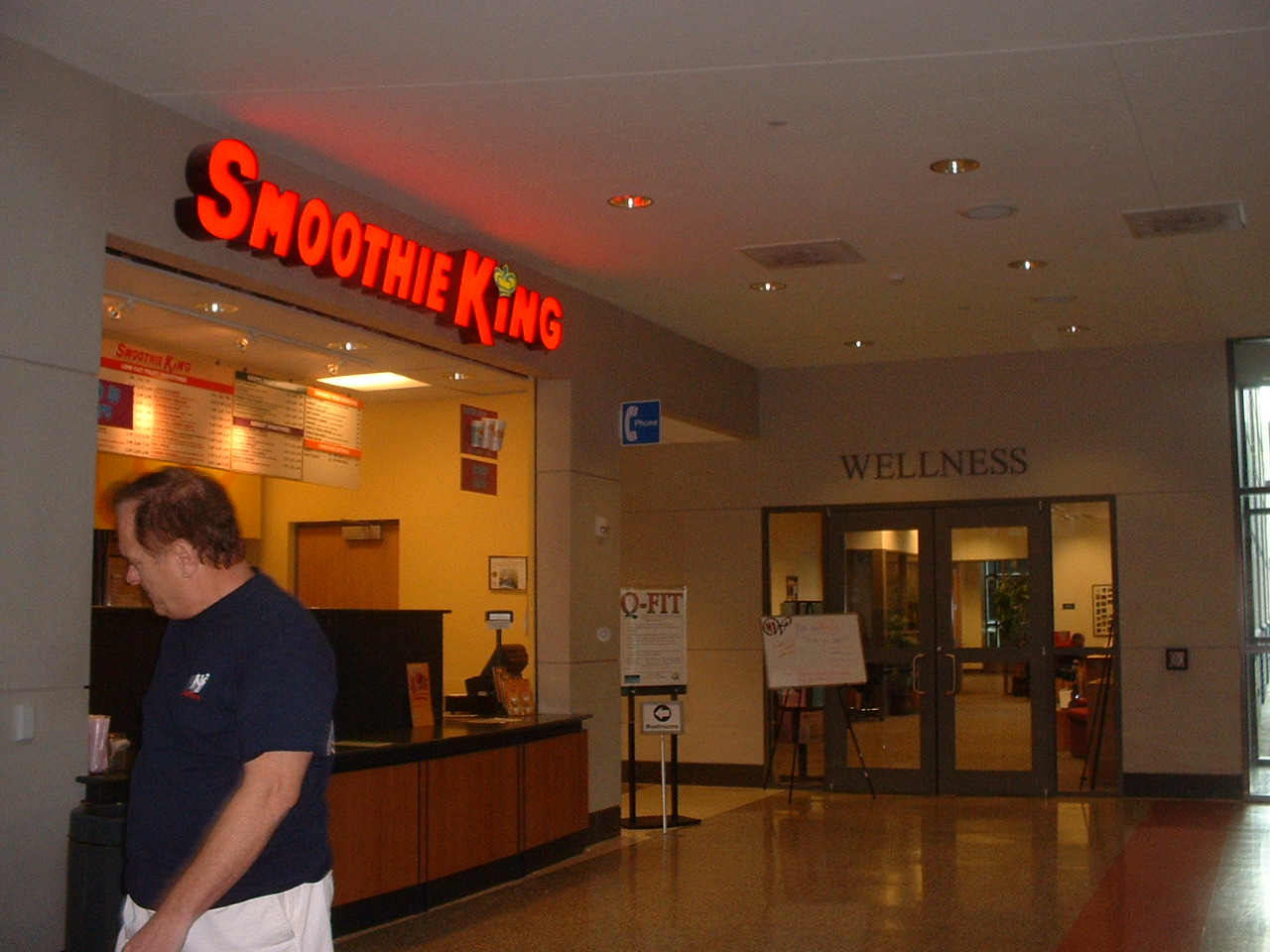
휴스턴 대학교 구내에 있는 스무디킹

스무디킹(Smoothie King)은 스무디 판매를 전문으로 하는 소매점 체인을 운영하는 미국의 비공개 회사이다. 1973년에 설립된 이 회사는 2012년에 한국 프랜차이즈 사업자에게 인수되었다. 2010년대 후반에는 전체 및 미수정 재료에 중점을 두었다.
2015년 10월 신세계그룹과 한국·베트남 사업권에 대한 지분 인수 계약을 체결하였다.

## 기업 연혁
스무디 킹은 1973년 루이지애나주 케너에서 스티브와 신디 쿤나우가 설립했다. 이 회사는 스무디 판매 사업 분야를 개척했으며, 이 제품에 "스무디"라는 이름을 붙였다. 2012년 11월 기준으로 스무디 킹은 여전히 비공개 회사였다.
김성완은 2002년 또는 2003년에 한국에 이 회사의 첫 번째 해외 프랜차이즈를 열었고, 6년 이내에 119개의 매장을 더 열었다. 2012년, 김은 쿤나우로부터 회사를 인수했다. 그는 회사를 성장시키기 위해 스탠다드 차터 프라이빗 에쿼티와 국민연금에서 US$58 million (2012년 2022 기준으로 약 $65백만 달러에 해당)를 조달했다. 이러한 성장을 위해 김은 스무디 킹에 대한 여러 계획을 가지고 있었다. 김은 800개의 새로운 프랜차이즈 매장과 200개의 회사 소유 직영점을 개설할 계획을 세웠다. 그는 또한 이 직영점에서 샐러드와 랩 판매를 시도할 계획을 세웠다 (한국에서는 이 품목이 김의 수익의 20% 이상을 차지했다).
2009년, 스무디 킹의 매장당 수익은 약 $285,000였으며, 2012년에는 $362,000에 달했다. 회사 전체적으로는 2017 회계 연도에 $372.5 million, 2018 회계 연도에는 $415.7 million의 매출을 기록했다. 2023년에는 약 US$644 million의 매출을 올렸다.
2014년 초, 스무디 킹은 뉴올리언스 펠리컨스와 명명권 계약을 맺어 뉴올리언스 아레나를 스무디킹 센터로 개명했다. 이 계약은 2014년부터 2024년까지였으며, 스무디 킹은 2034년까지 계약을 연장할 수 있는 옵션을 가지고 있다. 전미 농구 협회는 모든 스무디 킹 제품이 리그 금지 약물을 포함하지 않는지 확인하기 위해 계약이 완료되기 전에 테스트를 거치도록 요구했으며, 테스트는 8개월이 걸렸다. 2020년 3월 기준으로 NBA는 스무디 킹 제품에 대한 연간 분석을 계속 요구했다.

### 인력
2012년부터 최고경영자인 김완은 2014년에 톰 오키프를 스무디 킹의 사장으로 두었고, 2019년 2월에는 제니퍼 허스킨드를 레베카 밀러(이전 온더보더 출신)로 교체하여 최고마케팅책임자로 임명했다. 김은 2019년 9월에 추가로 회사 직책을 조정했다. 최고운영책임자 댄 하먼이 사장직을 겸임하게 되었고(오키프를 대체), 최고 개발 책임자 케빈 킹은 최고 사업 개발 책임자가 되었으며, 밀러는 현장 마케팅 책임자로 승진했다.

### 매장

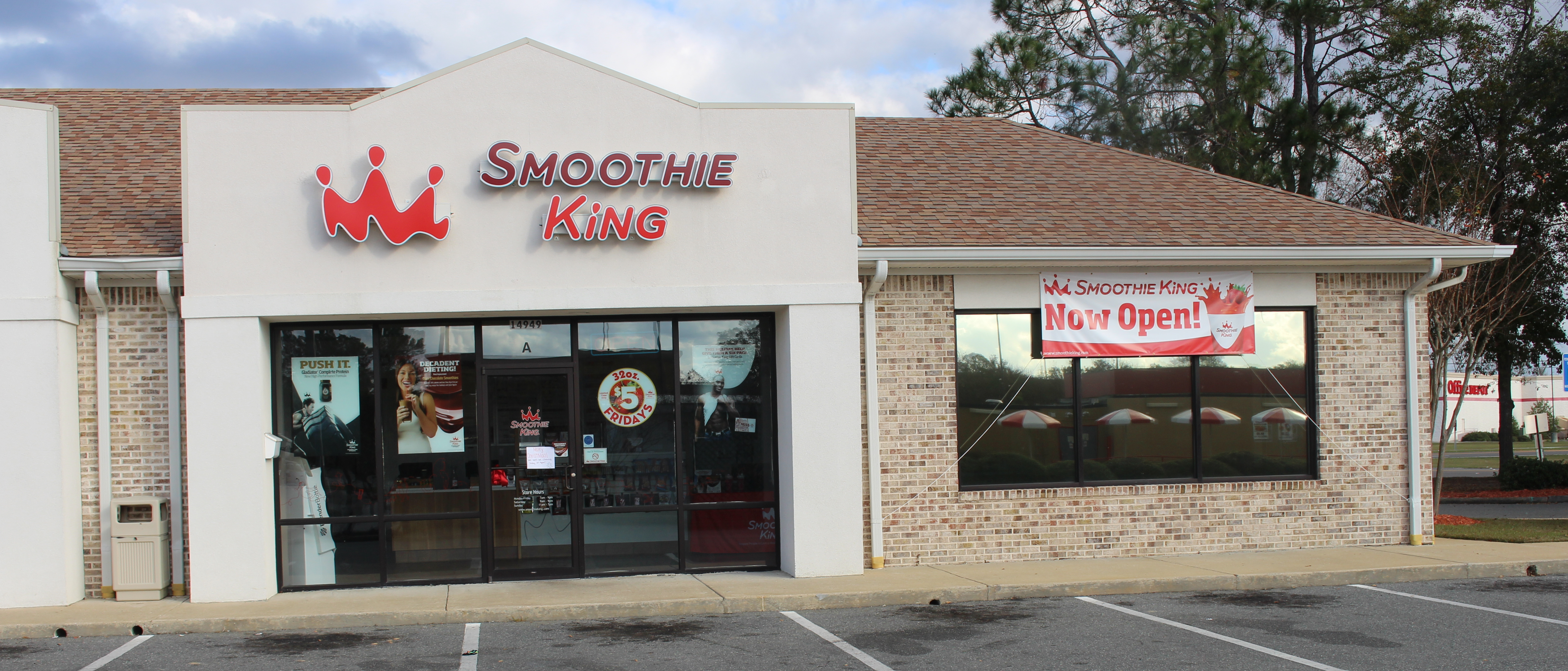
2016년에 개업한 조지아주 토머스빌의 스무디 킹

2012년 기준으로 스무디 킹은 루이지애나주 커빙턴에 본사를 두고 있었다. 그러나 그해 이 회사는 약 40 마일 (64 km) 남쪽의 메터리로 이전하기 위해 US$2.4 million (2012년 2022 기준으로 약 $3백만 달러에 해당)의 인센티브를 활용했다. 2021년 8월 기준으로 스무디 킹은 코펠 (텍사스주)에 본사를 두고 있었다.
주로 미국에 있지만, 스무디 킹은 대한민국, 케이맨 제도, 트리니다드 토바고에도 매장이 있으며, 이전에는 싱가포르에도 매장이 있었다(2012년 12월에 개점했지만 2016년에 영구 폐점했다). 김완 CEO는 다른 스무디 회사들이 실패한 추운 날씨 지역을 회피한다고 명확히 밝혔다. 2018년에는 1001번째 매장을 열었고, 2020년에는 매장 수가 1100개를 넘어섰다.

## 제품
회사의 초기에는 스티브 쿤나우가 1,000-칼로리 (4,200 kJ) "헐크" 스무디를 매장 제품 라인에 추가했다. 이는 화학요법 중 체중 회복을 돕고 싶어 하는 그의 이웃을 위해 만들어졌으며, 적어도 2020년까지 다른 암 환자들에게도 인기가 많았다.
2013년 1월 1일, 과학 공익 센터는 피넛 파워 플러스 그레이프 스무디에 "건강에 해롭다"는 이유로 Xtreme Eating "불명예"를 수여했다. "땅콩 버터, 바나나, 설탕, 포도 주스"로 구성된 40-미국-액량-온스 (1,200 ml) 컵에는 1,460 칼로리 (6,100 kJ)와 214 그램 (7.5 oz)의 설탕이 들어 있었다.
2019년 3월, 이 회사는 "클린 블렌즈 이니셔티브"에 집중하고 있었는데, 이는 매장 메뉴에 통과일과 채소를 더 많이 포함하고 착색제, 인공 향료, 방부제, 첨가당이 없는 스무디를 제공하는 것이었다. 2023년에는 건강에 관심이 많은 젊은 고객들을 유치하기 위해 모든 제품에서 시럽을 제거하고 100% 유기농 채소를 추가했다. 그해에는 스무디 볼도 도입했는데, 이는 수익성이 좋은 것으로 입증되었다.